# Eucereon tarona
Eucereon tarona là một loài bướm đêm thuộc phân họ Arctiinae, họ Erebidae.